# Cochleanthes aromatica
Cochleanthes aromatica är en orkidéart som först beskrevs av Heinrich Gustav Reichenbach, och fick sitt nu gällande namn av Richard Evans Schultes och Leslie Andrew Garay. Cochleanthes aromatica ingår i släktet Cochleanthes, och familjen orkidéer. Inga underarter finns listade i Catalogue of Life.

## Bildgalleri

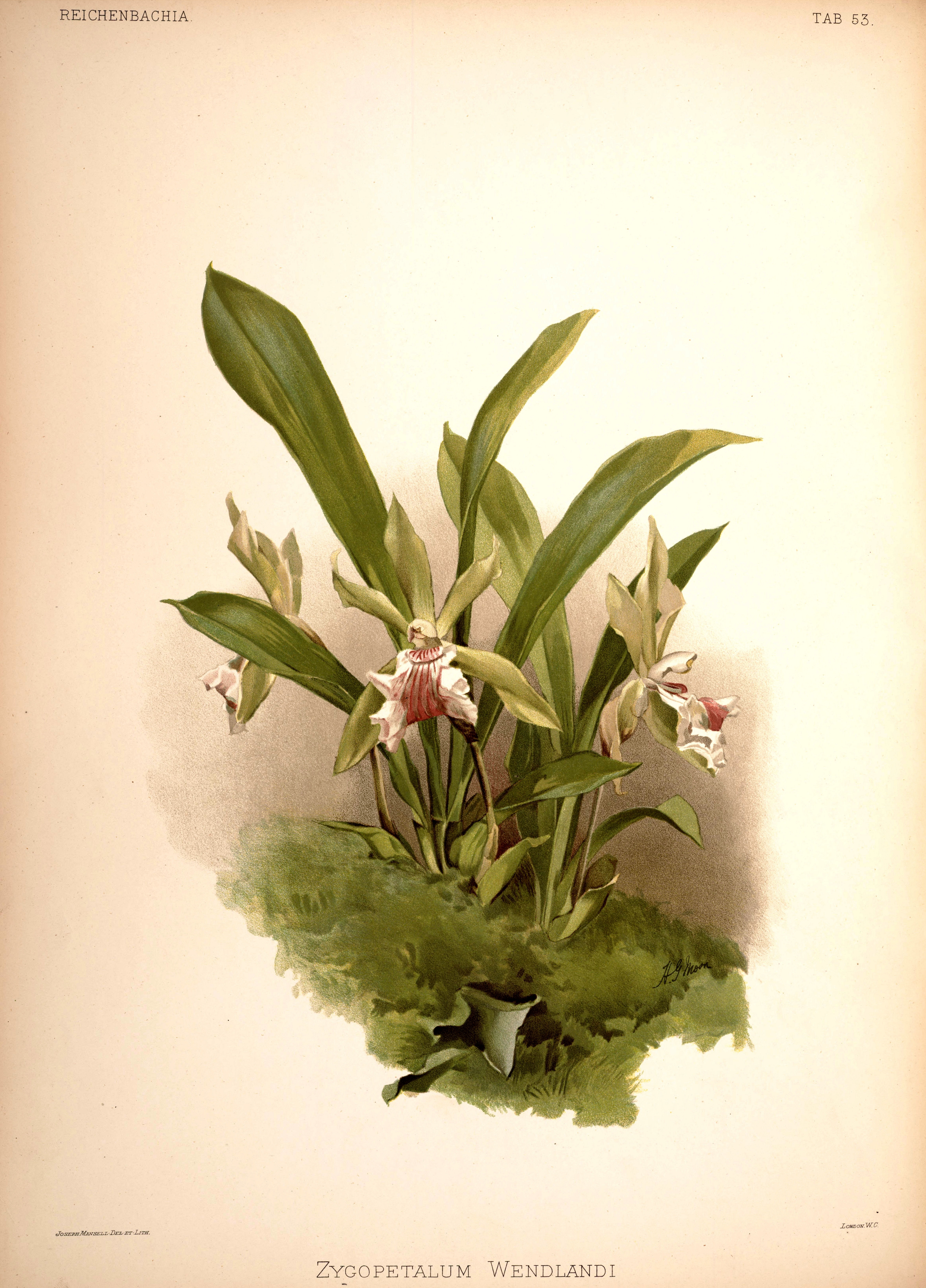